# Salek Jaya
Salek Jaya is een bestuurslaag in het regentschap Banyuasin van de provincie Zuid-Sumatra, Indonesië. Salek Jaya telt 2842 inwoners (volkstelling 2010).